# Stiramento del seno
Lo stiramento del seno (in inglese breast ironing) è una pratica utilizzata per impedire la crescita del seno delle ragazze adolescenti, attuata mediante bendaggi o materiali roventi, allo scopo di rendere i loro corpi meno attraenti per gli uomini; è diffusa in Camerun e nelle regioni occidentali dell'Africa. 
La pratica è effettuata solitamente tra le mura domestiche dalle donne adulte della famiglia, a volte con l'aiuto di un guaritore, nell'intento di proteggere le ragazze da molestie sessuali e stupri, prevenire gravidanze precoci che potrebbero infangare l'onore della famiglia, o per permettere alle ragazze di proseguire gli studi, piuttosto che essere costrette a un matrimonio precoce. Gli strumenti maggiormente utilizzati per lo stiraggio del seno sono pestelli di legno, pietre, spatole, martelli o vecchi ferri da stiro, noccioli di frutta, conchiglie o foglie con proprietà medicinali arroventati al fuoco e massaggiati o premuti con forza sul petto dell'adolescente. Alcune varianti meno dolorose consistono dell'appiattimento del seno mediante cinture elastiche o bende da tenere strette intorno al petto.

## Diffusione
Lo stiramento del seno è praticato in tutte e dieci le regioni del Camerun ed è stato segnalato nelle regioni centrali e occidentali dell'Africa, in Guinea-Bissau, Ciad, Togo, Benin, Guinea, Costa d'Avorio, Kenya e Zimbabwe. Tutti i 200 gruppi etnici del Camerun fanno ricorso a questa pratica senza alcuna correlazione nota con la religione, lo status socio-economico, l'urbanizzazione o altri parametri. 
Un'indagine del giugno 2006, condotta dalla agenzia di sviluppo tedesca GIZ su oltre 5000 ragazze e donne camerunensi di età compresa tra i 10 e gli 82 anni, stima che aveva subito la stiratura del seno quasi una su quattro per un totale di circa quattro milioni di bambine. L'indagine ha anche evidenziato che la pratica è più comune nelle aree urbane, dove le madri temono che le loro figlie possano essere più esposte ad abusi sessuali. L'incidenza arriva fino al 53% nella meridionale Regione del Litorale dove è situata la città di Douala. Rispetto al sud del Camerun, cristiano e animista, la stiratura del seno è meno comune nel nord musulmano, dove interessa solo il 10 per cento delle donne. Alcuni ipotizzano che questo dato sia legato alla pratica del matrimonio precoce, che è più comune nel nord, che elimina la necessità di rendere lo sviluppo sessuale delle ragazze meno precoce.

## Conseguenze sulla salute
Lo stiramento del seno è molto doloroso e può causare danni ai tessuti. Anche se non ci sono studi mirati in merito, tuttavia, gli esperti medici avvertono che tale pratica può portare allo sviluppo di cisti, tumori al seno, e alla depressione e in seguito influire negativamente sulla possibilità di allattare. Altri possibili effetti collaterali riportati da GIZ comprendono infezioni del seno, formazione di ascessi, malformazione o mancato sviluppo di uno o entrambi i seni, con uno spettro di casistiche più o meno grave anche in relazione con le modalità con le quali viene effettuato lo stiramento.